# Bottmingen
Bottmingen (toponimo tedesco) è un comune svizzero di 6 528 abitanti del Canton Basilea Campagna, nel distretto di Arlesheim.

## Geografia fisica
È uno dei comuni della valle di Leimental; l territorio comunale è bagnato dal fiume Birsig.

## Storia
Il comune di Bottmingen è stato istituito nel 1837 con la soppressione del comune di Binningen-Bottmingen e la sua divisione nei nuovi comuni di Binningen e Bottmingen.

## Monumenti e luoghi d'interesse
- Castello di Bottmingen, eretto nel XIII secolo[1].

## Società

### Evoluzione demografica
L'evoluzione demografica è riportata nella seguente tabella:
Abitanti censiti